# Гінсдейл (Нью-Йорк)
Гінсдейл (англ. Hinsdale) — місто (англ. town) в США, в окрузі Каттарогус штату Нью-Йорк. Населення — 2113 особи (2020).

## Демографія
Згідно з переписом 2010 року, у місті мешкало 2168 осіб у 888 домогосподарствах у складі 582 родин. Було 1179 помешкань
Расовий склад населення:
| - 97,3 % — білих - 0,7 % — чорних або афроамериканців - 0,4 % — азіатів |

До двох чи більше рас належало 1,0 %. Частка іспаномовних становила 0,7 % від усіх жителів.
За віковим діапазоном населення розподілялося таким чином: 22,0 % — особи молодші 18 років, 61,0 % — особи у віці 18—64 років, 17,0 % — особи у віці 65 років та старші. Медіана віку мешканця становила 44,2 року. На 100 осіб жіночої статі у місті припадало 98,2 чоловіків;  на 100 жінок у віці від 18 років та старших — 100,2 чоловіків також старших 18 років.
Середній дохід на одне домашнє господарство  становив 55 371 долар США (медіана — 46 471), а середній дохід на одну сім'ю — 62 487 доларів (медіана — 56 250). Медіана доходів становила 44 231 долар для чоловіків та 35 208 доларів для жінок. За межею бідності перебувало 14,3 % осіб, у тому числі 25,7 % дітей у віці до 18 років та 3,4 % осіб у віці 65 років та старших.
Цивільне працевлаштоване населення становило 861 особа. Основні галузі зайнятості: освіта, охорона здоров'я та соціальна допомога — 32,1 %, виробництво — 12,9 %, роздрібна торгівля — 10,3 %, мистецтво, розваги та відпочинок — 9,9 %.